# 孔健
孔健（1958年—），根据孔子家谱祥字辈又名孔祥林，山东人，中华人民共和国作家、孔子研究家、SBI大学院大学教授、竹书房新闻主干、日中关系评论家。孔子第75代直系子孙。世界孔子協会会长。
孔健现在担任日本软银金融大学教授、北科院中国国学院院长、国际孔教入学传播协会会长、日中经贸促进协会理事长、日中文化体育交流协会理事长、中国画报协会副会长、日本巨龙新闻集团总编辑、中国画报日文版总编辑、日文城市兄弟杂志总编辑、日中财经杂志社总编辑、日本山大同学会名誉会长。

## 生平
1958年，孔健出生在山东省青岛市，是孔子第75代直系子孙。明衍圣公孔希学三弟孔希范的三子孔訚庶流、滕阳户末裔。1982年，孔健从山东大学日本语专业毕业。毕业后担任人民画报日文版编辑。1985年，孔健飘洋渡海远赴日本上智大学留学，取得新闻学硕士和博士学位。

### 2011年台灣捐助日本地震事件
北野武於5月9日在朝日電視台主持的政論節目《北野武的TV擒抱》邀請多國記者與學者等就世界各國對日本震災的態度和反應討論。節目中，孔健认为臺灣對東日本大震災之援助應納入整个中国的額度（中國所捐3.7億日圓遠遠低於台灣捐款至少180億日圓的額度），此言一出即引發現場譁然。日本資深記者山際澄夫當場反駁「台灣是台灣，中國是中國，這是事實！」在座的韓國學者也質疑「台灣和中國為什麼要混為一談？」山際並表示「捐給日本最多的是台灣，比美國還多！但是（日本）政府卻呈現外交腦死（思考停止狀態），竟然未（登報）感謝台灣？！」此事立即引發全國日本人抗議，經媒體報導後，迅速在日本與台灣引發直接（匯款）與間接（納稅）捐助人的反彈。

### 版權事件
2010年6月，孔健和于丹爆发书籍版权之争，于丹指责孔健的四本书《论语力》（与于丹合著、新世界出版社）、《左手孔子右手庄子》、《新论语》（中国工人出版社）、《于丹的天空》（江西人民出版社）侵犯了她的版权，孔健则称有于丹的口头录音作为证据，随后表示：“我和于丹的交往是太亏了，感情亏，经济也亏。”

## 著作
- 《孔子全集》
- 中英日韩《论语》
- 《孔子物语》（德间书店）

### 译著
- 于丹《论语力》（讲谈社）
- 于丹《庄子之心》（幸福科学出版）